# Area di Sant'Omobono
L'area di Sant'Omobono è una area archeologica di Roma, scoperta nel 1937 nei pressi della chiesa di Sant'Omobono, all'incrocio tra via L. Petroselli e il vico Jugario, ai piedi del Campidoglio, la cui esplorazione ha restituito documenti di importanza eccezionale per la comprensione della storia di Roma arcaica e repubblicana. Vi sono compresi due templi, il tempio di Fortuna e il tempio di Mater Matuta.

## Descrizione

### I templi arcaici

Pianta degli scavi

Il Vicus Iugarius congiungeva anticamente il Foro con il porto fluviale sul Tevere, al confine tra Foro Olitorio e Foro Boario. Nel secondo quarto del VI secolo a.C. sorsero sull'area già occupata da capanne protostoriche, due templi arcaici gemelli, dei quali solo uno è stato possibile scavare (il secondo è sotto la chiesa). Dalle fonti sono stati indicati come i templi della Fortuna e della Mater Matuta. Sorgevano su un pavimento battuto ed erano preceduti da un altare. Il podio presentava sagome a "cuscino", e la cella era grande e unica con quattro colonne in antis ciascuno. Le fonti collegano almeno il tempio della Fortuna a Servio Tullio, che intendeva celebrare con questo edificio la sua divinità protettrice, alla quale dedicò ben 26 templi a Roma, ciascuno con un'epiclesi diversa.
Significativa fu la scelta del luogo: accanto al porto a voler sottolineare la crescente importanza commerciale di Roma. Anche la Mater Matuta era dopotutto una divinità legata alla navigazione (la "stella mattutina" che salvava dai naufragi e indicava la rotta, simile alla greca Inò), quindi popolare tra i marinari e mercanti stranieri che dovevano frequentare il porto. Gli scambi, che avvenivano tra romani, greci, etruschi, fenici e cartaginesi, erano quindi protetti dalle due divinità, in una sorta di santuario internazionale, come ne esistevano anche a Pirgi, a Locri o a Samo, con divinità sostanzialmente uguali ma con nomi differenti. Nei templi si praticava la prostituzione sacra, che serviva anche per una circolazione forzata della moneta.
Della fase originaria sono state trovate numerose terrecotte architettoniche di "prima fase" (570 a.C. circa), tutte di qualità altissima, tra le quali delle punte ricurve, posizionate sul tetto, e dei frammenti di due animali ferini accucciati sulle zampe posteriori, alzati sulle zampe anteriori e voltati di faccia, che dovevano rappresentare delle pantere (sono state trovate tracce di macchie); il tutto era colorato con le tinte disponibili: bruno, azzurro, rosso, bianco e nero. Inoltre sono stati ritrovati i frammenti di due statue in terracotta, una raffigurante Ercole (con la pelle leonina legata sul busto) e una figura femminile con elmo dotato di paraguance e cimiero alto, forse Minerva o la Fortuna armata.
L'area sacra, secondo i materiali rinvenuti negli scavi, venne restaurata nel 540 a.C. e abbandonata alla fine del VI secolo a.C., in corrispondenza della fine della monarchia etrusca.

### I templi repubblicani

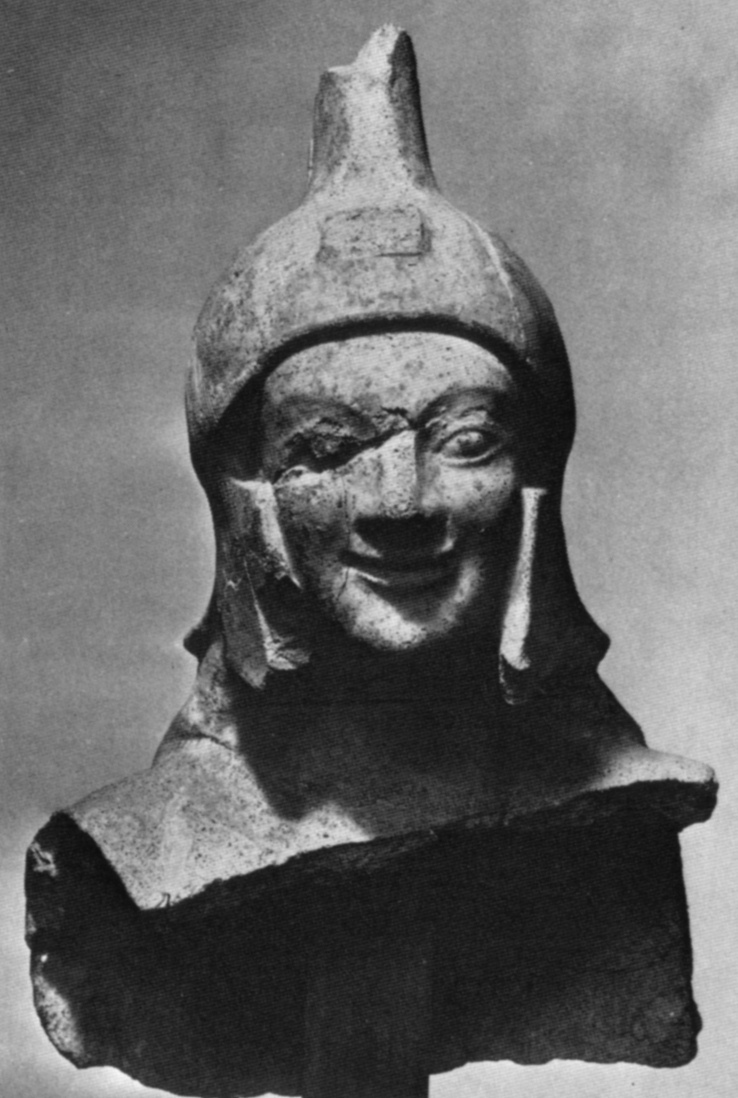
L'acroterio in terracotta della presunta Minerva

La zona venne riedificata circa un secolo dopo, quando il livello del santuario venne rialzato artificialmente di circa quattro metri, con la costruzione di un unico, grande podio quadrato, con ciascun lato di circa 47 metri e con un orientamento nord-sud perfettamente ortogonale. I gradini, secondo il modello italico-etrusco, si trovano solo nella parte frontale, diversamente dal mondo greco dove sono situati sui quattro lati. Sopra il podio vennero riedificati i due templi gemelli, forse prostili (cioè con una fila di colonne anteriore ciascuno) o forse peripteri sine postico (circondati di colonne solo su tre lati), come suggeriscono le fondazioni di un colonnato che corre sui tre lati di ciascun tempio. I rispettivi altari sono stati ritrovati davanti ai templi, a forma di U e con sagome a cuscino tipiche dell'Etruria e del Lazio della metà del IV secolo a.C.
Il secondo rifacimento viene attribuito dalle fonti a Camillo, situandolo agli inizi del IV secolo a.C., dopo la presa di Veio nel 396 a.C. Il pavimento venne ulteriormente rifatto dal console Marco Fulvio Flacco dopo la conquista di Volsinii nel 264 a.C., con due nuovi basamenti di donario quadrangolari e uno circolare al centro, dove venivano poste le statuette bronzee saccheggiate nella città etrusca e nel santuario della federazione etrusca, che le fonti calcolano in circa duemila pezzi.
Davanti ai due templi, strettamente collegati alla Porta Triumphalis ed al percorso del trionfo, Lucio Stertinio collocò nel 196 a.C. i primi due archi trionfali coronati da statue dorate (cf. Liv. 33.27.4).
Un nuovo restauro dei templi risale a dopo l'incendio del 213 a.C..

### L'epoca imperiale

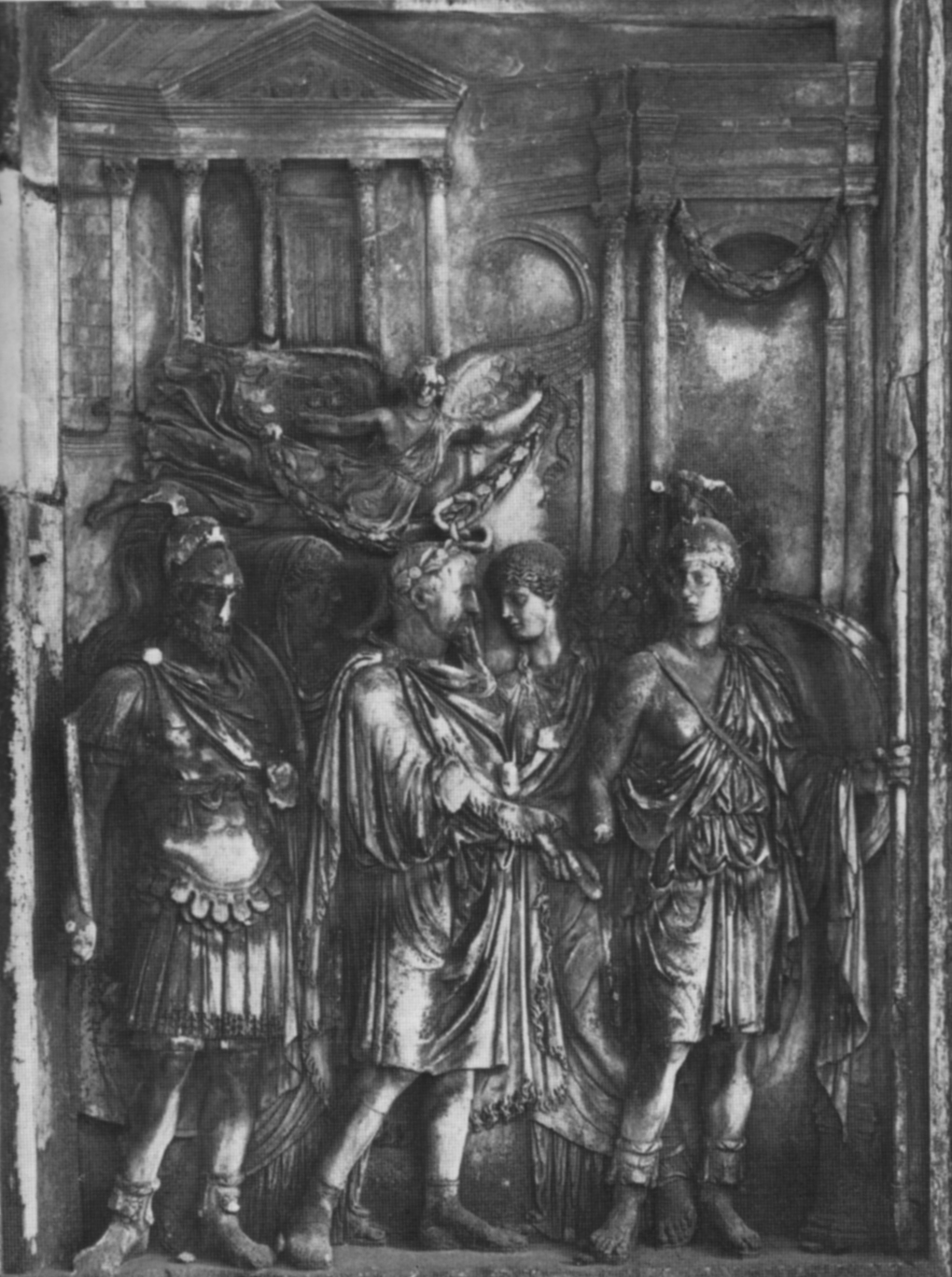
Il rilievo aureliano nell'Arco di Costantino che mostra Marco, sulla cui testa vola una Vittoria, tra Marte e la Virtus che lo invitano a entrare nella Porta Triumphalis; sullo sfondo il tempio di Fortuna

L'ultimo intervento risale all'epoca di Domiziano, con rifacimenti adrianei, come dimostrano i bolli presenti sui mattoni: i due templi vennero ricostruiti su una platea di travertino, con al centro un arco quadrifronte che fungeva da porta trionfale, come compare anche in alcune monete e in due rilievi adrianei dell'arco di Costantino.

## I reperti
Gli scavi in profondità, tuttavia limitati ad un settore ristretto dell'area, hanno permesso di ricostruire la storia del monumento e le sue diverse fasi, che possiamo sintetizzare in questo modo:
Fase I
Esistenza di un culto con un'ara, ma senza edificio templare. Nel livello archeologico corrispondente alla prima fase è stata ritrovata un'iscrizione etrusca arcaica risalente alla fine del VII e la metà del VI secolo a.C.: è la più antica testimonianza di una presenza etrusca certa nell'area di Roma.
Fase II
Costruzione del primo tempio arcaico, quello dedicato a Mater Matuta, attribuito al re Servio Tullio (579-534 a.C.).
Fase III
Totale rifacimento del tempio, forse in seguito ad un incendio, con ampliamento del podio, sostituzione delle terrecotte architettoniche ed edificazione, sempre ad opera di Servio Tullio, del tempio dedicato alla dea Fortuna. Alla fine del VI secolo a.C. l'area viene distrutta e abbandonata. È estremamente significativa la coincidenza temporale tra la fine della monarchia (circa 510 a.C.), con la cacciata del re etrusco Tarquinio, e la distruzione dei templi di origine etrusca nell'area di Sant'Omobono, a riprova di un brusco e violento cambiamento politico ed istituzionale.
Fase IV
Realizzazione di un grandioso terrapieno che rialzò il livello di circa 6 metri e di una pavimentazione in lastre di cappellaccio, sulla quale vennero costruiti due templi che presentavano orientamento diverso. Nel materiale di riempimento del terrapieno, prelevato da un villaggio del Campidoglio, sono stati ritrovati resti di manufatti in ceramica risalenti all'età del bronzo (XIV-XIII secolo a.C.), all'età del ferro e frammenti di importazione greca risalenti alla metà dell'VIII secolo a.C. Risultano pertanto mescolate insieme sia le più antiche testimonianze di insediamenti umani nell'area palatino-capitolina, sia le più antiche tracce di rapporti con il mondo greco. Per queste ultime, in particolare, è significativa la contemporaneità con l'epoca della fondazione di Roma e la conferma archeologica della realtà storica degli indizi che hanno poi contribuito a generare la tradizione mitologica sulle origini leggendarie della città.

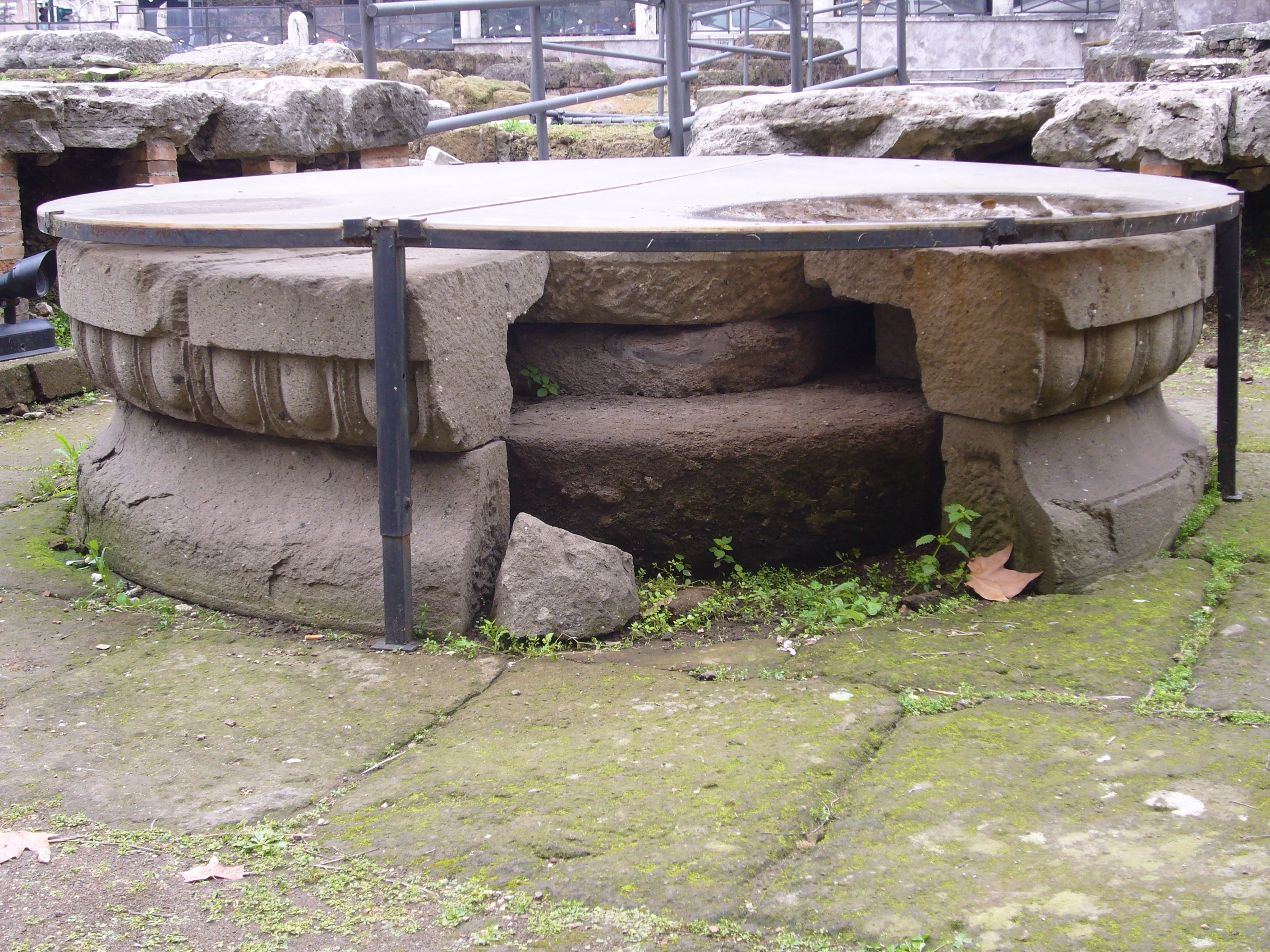
Donario

Fase V
Costruzione di una nuova pavimentazione di tufo di Monteverde e di tufo dell'Aniene e ricostruzione dei due templi, di due are orientate ad est e di un grande “donario” di forma circolare in peperino al centro dell'area, su cui dovevano essere collocate statuette di bronzo delle quali è stata trovata traccia. Sui blocchi di peperino sono stati rinvenuti frammenti di un'iscrizione che consentono la datazione del reperto:
In effetti, il console M. Fulvio Flacco conquistò, nel 264 a.C., Volsinii, da dove asportò circa 2000 statue in bronzo, forse provenienti da un vicino santuario etrusco.
Fase VI
Ricostruzione di tutta l'area, in seguito ad un incendio ricordato da Tito Livio nel 213 a.C. e nuova pavimentazione in lastre di tufo di Monteverde.

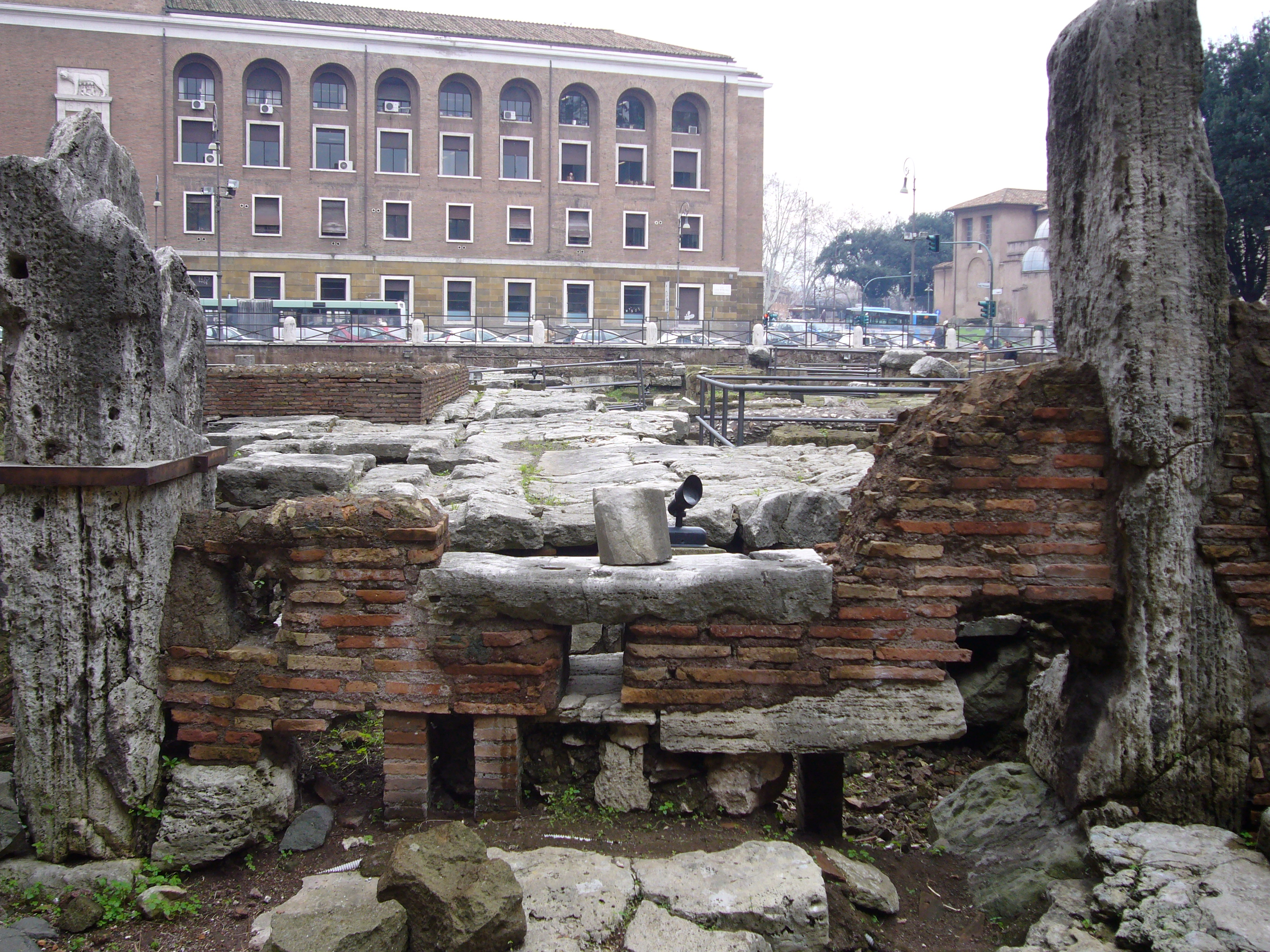
Pavimentazione in travertino

Fase VII
Ultima pavimentazione in travertino, di età imperiale, forse domizianea, con ritrovamento anche di mattoni bollati in epoca adrianea. Restano tracce, al centro dell'area, di un doppio arco quadrifronte, forse la Porta Triumphalis, attraverso la quale entravano in città i cortei dei trionfatori, dando inizio alla cerimonia.